# Vladimir Rodić
Vladimir Rodić (czarn. Владимир Родић, ur. 7 września 1993 w Belgradzie) – czarnogórski piłkarz grający na pozycji prawego pomocnika. Od 2018 jest zawodnikiem klubu Silkeborg IF.

## Kariera piłkarska
Swoją karierę piłkarską Rodić rozpoczął w klubie FK Rad. W 2013 roku stał się członkiem pierwszego zespołu. 10 sierpnia 2013 zadebiutował w nim w serbskiej Super Lidze w przegranym 0:1 domowym meczu z Čukaričkim Belgrad. W Radzie Belgrad grał do lata 2015.
Latem 2015 roku Rodić odszedł do szwedzkiego Malmö FF. W klubie tym swój debiut zaliczył 18 lipca 2015 w zremisowanym 1:1 wyjazdowym spotkaniu z Örebro SK.
W 2016 roku Rodić został zawodnikiem Kardemir Karabüksporu. 28 sierpnia 2016 zadebiutował w nim w wygranym 3:0 domowym meczu z Çaykur Rizesporem. W rundzie wiosennej sezonu 2016/2017 był wypożyczony do Radu Belgrad.
Latem 2017 Rodić przeszedł do duńskiego Randers FC. Swój debiut w nim zaliczył 9 września 2017 w wygranym 4:1 wyjazdowym meczu z Aarhus GF. W Randers spędził pół roku.
W 2018 roku Rodić został piłkarzem Silkeborga, w którym zadebiutował 10 lutego 2018 w zwycięskim 3:2 domowym meczu z Aalborgiem. W debiucie strzelił gola.
| Sezon   | Klub                 | Kraj    | Rozgrywki   | Mecze | Gole |
| ------- | -------------------- | ------- | ----------- | ----- | ---- |
| 2013/14 | FK Rad               | Serbia  | Super Liga  | 16    | 1    |
| 2014/15 | FK Rad               | Serbia  | Super Liga  | 30    | 4    |
| 2015    | Malmö FF             | Szwecja | Allsvenskan | 13    | 4    |
| 2016    | Malmö FF             | Szwecja | Allsvenskan | 8     | 1    |
| 2016/17 | Kardemir Karabükspor | Turcja  | Süper Lig   | 6     | 0    |
| 2016/17 | FK Rad               | Serbia  | Super Liga  | 16    | 1    |
| 2017/18 | Randers FC           | Dania   | Superligaen | 12    | 1    |
| 2017/18 | Silkeborg IF         | Dania   | Superligaen |       |      |

## Kariera reprezentacyjna
W reprezentacji Czarnogóry Rodić zadebiutował 9 października 2015 roku w przegranym 2:3 meczu eliminacji do MŚ 2016 z Austrią, rozegranym w Podgoricy.